# 세스티노
세스티노 (Sestino) 이탈리아 토스카나주의 아레초도에 위치한 코무네 (지방자치단체)이며 카센티노 계곡에서 가장 규모가 크다. 피렌체에서 동쪽 약 110 킬로미터 (68 mi), 아레초에서 북동쪽 약 75 킬로미터 (47 mi) 거리에 있다.
바디아테달다, 벨포르테알리사우로, 보르고파체, 카르페냐, 카스텔델치, 메르카텔로술메타우로, 펜나빌리, 피안디멜레토 등과 경계를 맞대고 있다.
폴리아강의 수원이 세스티노 근처에 있다.

## 주요 관광지
- '프라치오네'인 '체살레'(Casale)에 있는 산 미켈레 교회는 로마 시대 건축물 위에 지어졌다. 로마네스크 양식의 상징적 장식이 새겨진 부조 패널들로 구성된 후진이 유명하다 (12세기).
- 산잔니 프라치오네의 '산 잔니 인 베키오' 교회는 1297년부터 알려져 있으며, 로마네스크 시대 교회 이전에 지어진 신랑과 후진을 포함하고 있다. 중간 문설주가 달린 정사각형 종탑이 존재한다.
- '산 판크라치오 교회' (9-10세기) - 로마 시대 쿠리아 건축물 위에 지어졌다. 본래 중세시대 건축물인 크립트는 남아 있으며, 벽체에는 블라인드 아치와 원주, 고중세 조각들로 장식되어 있다. 로마네스크풍 후진은 12세기의 것이며, 파사드는 17세기 후반에 다시 만들어진 것이며 통로 두 개가 1784년에 사라졌다. 로마 시대 [[키푸스]가 떠받치고 있는 사암으로 된 재단이 유명하다.